# Szedres Mariann
Szedres Mariann magyar modell, fotómodell, manöken. A Centrum Áruházak reklámarca volt közel három éven át, 1975-1977-ig, de a Sztár (üdítőital)t is népszerűsítette 1980-1981. években, reklámfilmmel, és falinaptárral. „Egzotikus arcvonású modell.”

## Élete
Gyermekkorában balettozott és néptáncolni járt. A német nyelvet már az általános iskolában elkezdte tanulni. 14 éves korában, az Élet és Tudomány című tudományos ismeretterjesztő hetilap borítóján jelent meg első fotója, Kemény György grafikusművész felkérésére. A hetilapban megjelent továbbá több Centrum Áruházak reklámfotója is. A Centrum Áruház reklámarcaként csakis Szedres Mariann és párja, Hugai István jelenhetett meg az újságokban, azokban az években. Kampányoknál, karácsony, tavasz, nyár, ősz, szinte minden lap leközölte képeit. A Centrum Áruház divatbemutatóival járta az országot, de az MDI, S-Modell, a Gemini együttes, stb. által is.
Először az MTI modelliskoláját végezte el, testvére, Rita tanácsára. Az első divatbemutató, ahol fellépett, korán, 15 éves korában volt, a Gemini együttessel, Várszegi Gábor felkérésére. A Gemini együttes fellépésein, így a Gemini-sétahajón is, hetente divatbemutatókon vett részt, a manökenjük lett. Folyamatosan kapta  később is a felkéréseket, és követte a többi divatbemutató, külföldön is.
1979-ben vizsgázott le az Állami Artistaképző Intézet manöken- és fotómodell szakán. ahol fotómodell és manöken oklevelet szerzett.
Rendszeresen jelentek meg fotói a Lapkiadó Vállalat, FÉNYSZÖV, MTI által. Az Ez a Divat című magazin hasábjain is látható volt, ahol Lengyel Miklós és Módos Gábor fotóművészekkel dolgozott.

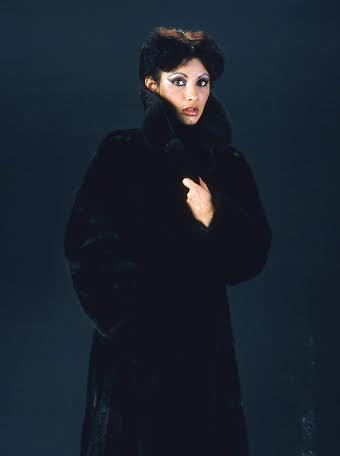
Fotó: Módos Gábor
Látható volt továbbá prospektusok, katalógusok oldalain, a Nők Lapjában, és az Ez a Divatban, a Képes Újság-ban, Nagyító, a fogyasztók lapjában, az Esti Hírlap-ban, a Woolmark Szövetség nemzetközi szervezet reklámfotóin is, majd a Centrum Áruházak reklámarcaként, illetve a Magyarország című heti- és több napilapban, utóbbi lap címoldalán is megjelent.
15 éves korától rendszeresen jelentek fotói például a Lapkiadó Vállalat, a MTI megbízásai által Horling Róbert pártfogásában.
A 80 as években a Sztár (üdítőital)t is népszerűsítette, reklámarca volt reklámfilmmel - 1980-ban -, és falinaptárral - 1981-ben, de például Csenterics Ágnes rendező reklámjaiban is dolgozott.
Több show-műsorban is szerepelt, például Sándor Pál rendező mellett (Locomotív GT show 1980 Bojtorján show 1982, Korda György-show) (a show-műsorokban manökenekkel dolgoztak). A Pogány Madonna című filmben is szerepelt, ahol szintén manökenekkel dolgoztak.

## Fotósai voltak
Többek közt: Tulok András, Fenyő János, Horling Róbert, Jászberényi Gyula, Kemény György, Lengyel Miklós, Bojtár Ottó, Rácz Mihály, Lussa Vince és Módos Gábor fotóművészek.

„,,1. Feleség (Centrum-reklámok)

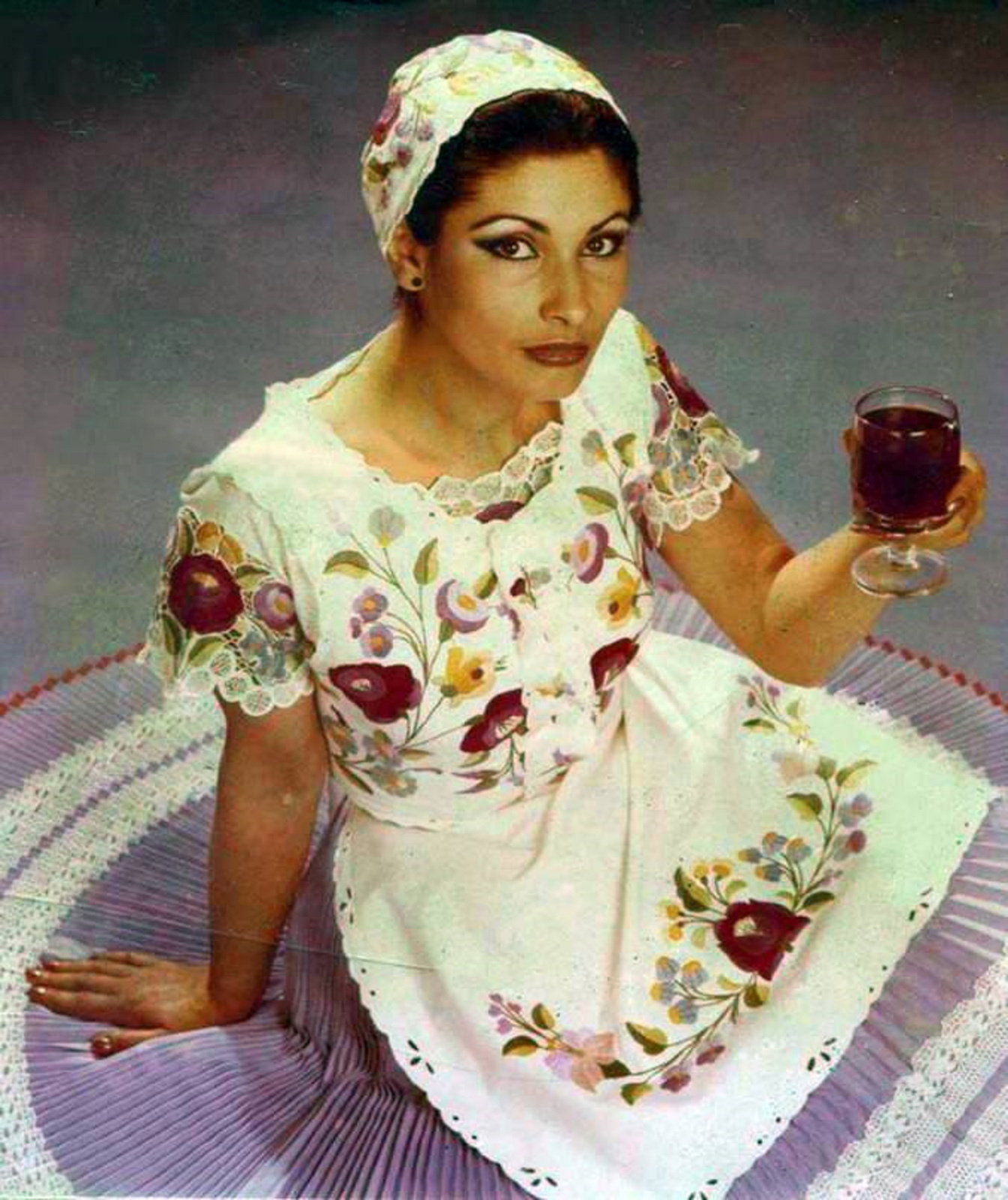
Tulok András fényképén 1980 körül

Társadalmi megítélés szerint létezett az erkölcsös és erkölcstelen nő, követésinormamintaként
pedig leginkább a szomszédasszonyok, illetve a munkatársnők szolgáltak.20
Férfiak tekintetében voltak a „rendes udvarlók”, akikből remélhetőleg majd jó férj lesz.
(Az számított jó férjnek, aki rendesen dolgozik, hazaadja a pénzt, nem iszik, nem veri
a feleségét stb.) A másik kategória pedig a „veszélyes udvarlók” voltak, akik „csak azt
akarják”.21
A férjezett nő tisztességesnek számított. Ezt a prototípust szólította meg a Centrum
Divatcsarnok, ahol a vásárlás az egész családnak ideális. Apa: mert a belvárosban van,
anya: mert itt mindent megtalálsz, nagylány a divatos „cuccok” miatt, nagymama az
udvariasság miatt és a legkisebb, mert itt ő is mindig talál valamit. 22
Reklámarca Szedres Mariann, a gyönyörű egzotikus arcú modell.”

– Kovácsné Magyari Hajnalka - Nőábrázolások a magyar és román
államszocializmus éveinek reklámtermékeiben

Egy időben osztálytitkár volt a Magyar Televízió Természettudományi Osztályán – ahol például az ifj. Kollányi Ágoston rendező által készített Delta című műsor is készült. Közben is modellkedett.
Édesapja katonatiszt volt a Zalka Máté Műszaki Katonai Főiskolán, édesanyja a MÁV-nál dolgozott. Egy lánya van, Mariann.